# Усть-Тим
Усть-Тим (рос. Усть-Тым) — село у складі Каргасоцького району Томської області, Росія. Адміністративний центр та єдиний населений пункт Усть-Тимського сільського поселення.

## Населення
Населення — 460 осіб (2010; 553 у 2002).
Національний склад (станом на 2002 рік):
- росіяни — 81 %
- селькупи — 5 %